# Aalsmeer
Aalsmeer [czyt. a:lsme:r] – miasto i gmina w zachodniej Holandii (Holandia Północna), nad jeziorem Westeinderplassen, 13 km na południowy zachód od Amsterdamu. Starsza część miasta leży na podłożu torfowym i otoczona jest polderami położonymi 3–5 m p.p.m.

## Dane ogólne
Aalsmeer znane było z połowów występujących tu niegdyś węgorzy – stąd jego nazwa (aal – węgorz; meer – jezioro).
Obecnie jest holenderskim centrum hodowli kwiatów, z licznymi szkółkami, największą na świecie giełdą kwiatową i doświadczalną stacją hodowli roślin ozdobnych – goździków, róż, bzów, frezji, chryzantem, tulipanów – oraz roślin doniczkowych, cyklamenów, i begonii. Wiele kwiatów jest eksportowanych drogą lotniczą. Ponadto dobrze prosperuje handel nasionami oraz sadzonkami. Ośrodek sportów zimowych i turystyki (stałą wystawą jest ogród tulipanowy).
Co roku we wrześniu w Aalsmeer odbywa się święto kwiatów.

## Galeria

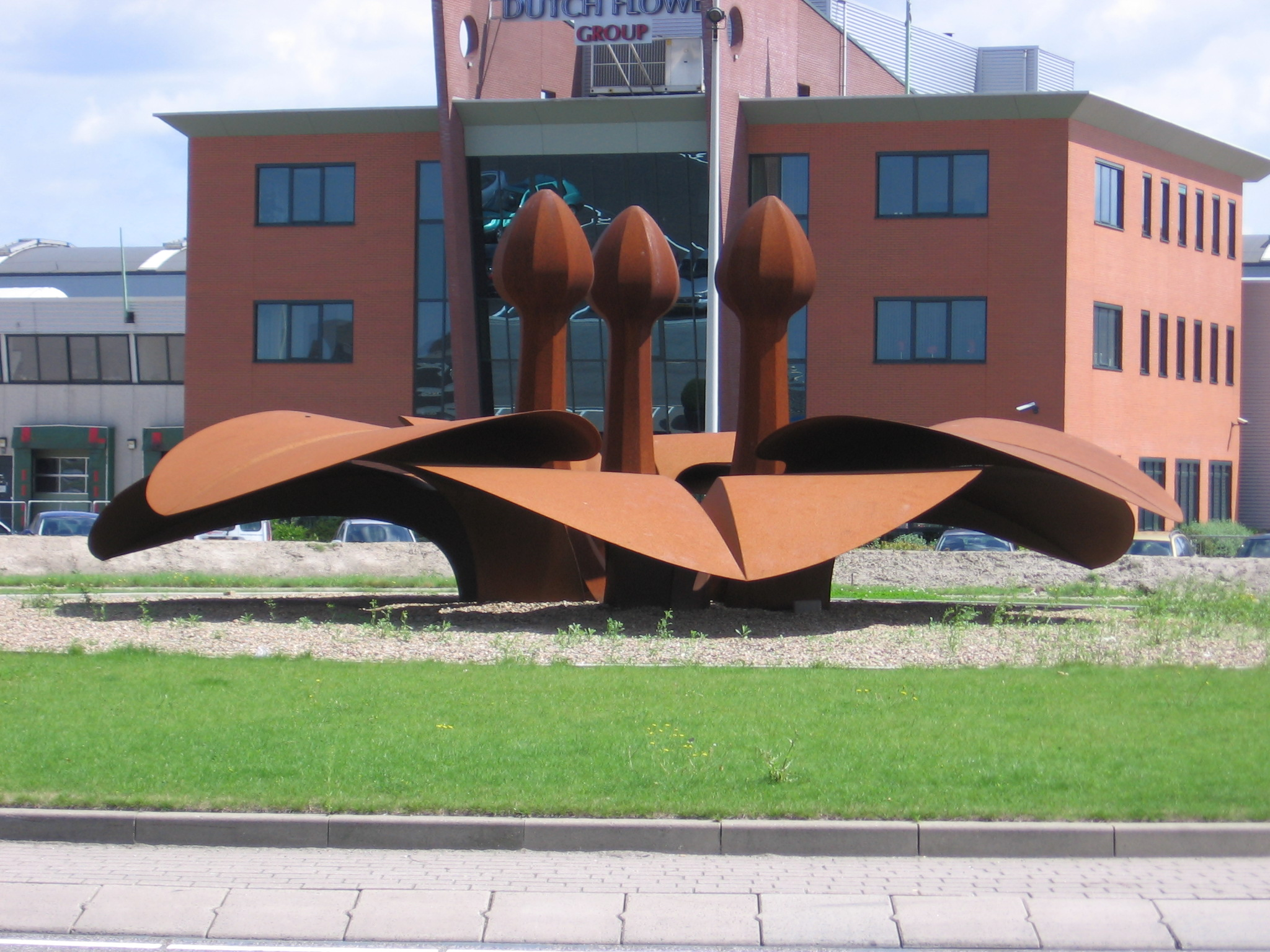
Posąg przed giełdą kwiatów
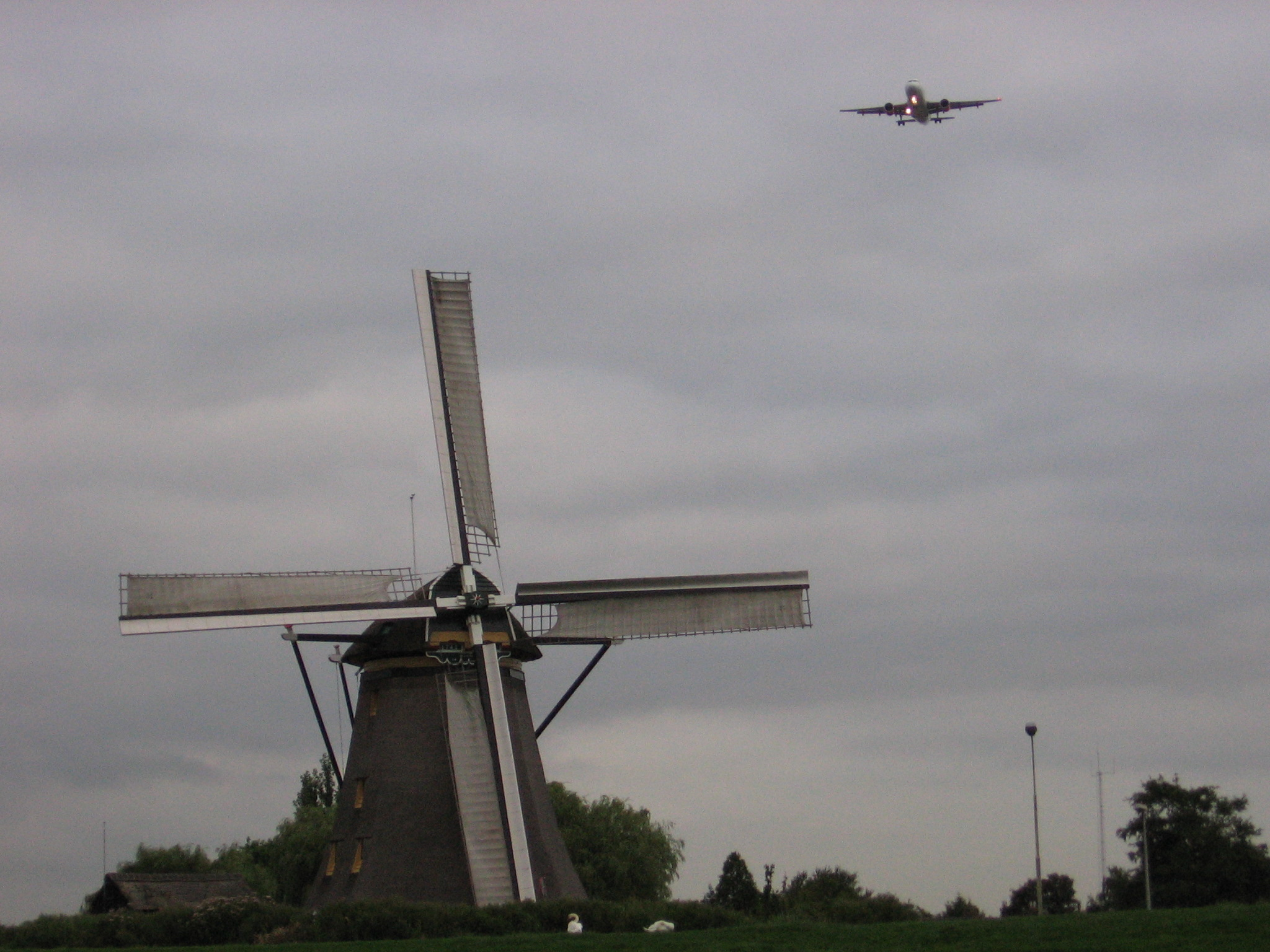
Stary, lecz wciąż działający, wiatrak w Aalsmeer
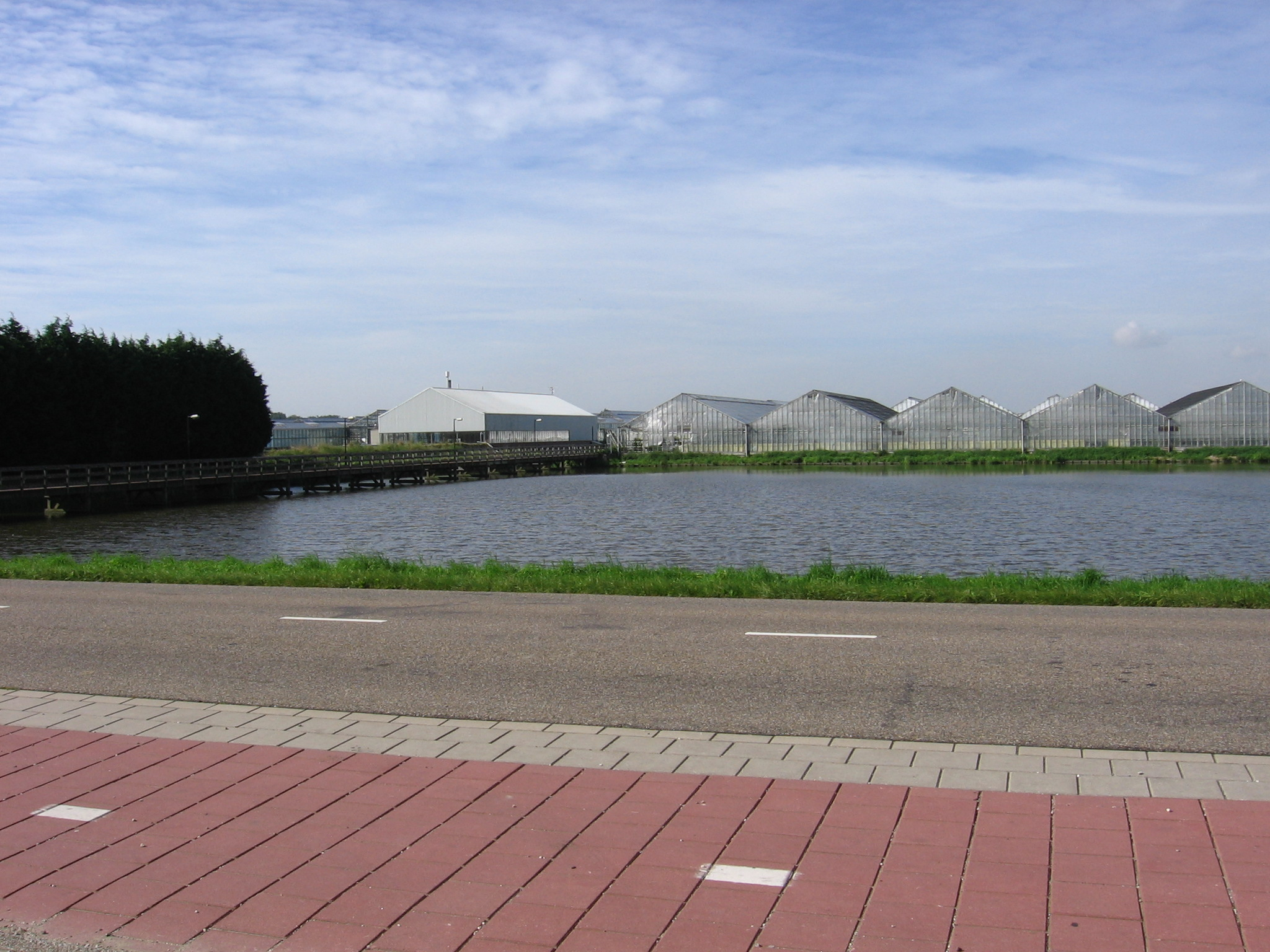
Krajobraz typowy dla Aalsmeer